# Пјанкастањајо
Пјанкастањајо (итал. Piancastagnaio) је насеље у Италији у округу Сијена, региону Тоскана.
Према процени из 2011. у насељу је живело 3158 становника. Насеље се налази на надморској висини од 785 м.

## Становништво
Према резултатима пописа становништва 2011. у општини је живело 4.176 становника.
| 1931. | 1936. | 1951. | 1961. | 1971. | 1981. | 1991. | 2001. | 2011. |
| ----- | ----- | ----- | ----- | ----- | ----- | ----- | ----- | ----- |
| 5.089 | 5.082 | 5.324 | 5.583 | 4.697 | 4.410 | 4.401 | 4.196 | 4.176 |